# Alzinenc
L'alzinenc  o esteperol (Leccinellum lepidum) és una espècie de fong de l'ordre dels boletals (Boletales). És un molleró comestible poc apreciat de la família Boletaceae. El seu nom prové del llatí lepidum (agradable), a causa del seu aspecte.

## Descripció
Amb un píleu que pot arribar als 10-15 cm, globós de jove, va canviant a hemisfèric amb el temps. Té una superfície opaca, llisa, que amb l'edat s'esberla. El color varia de marró clar o ocre a marró fosc.
L'estípit és de color groc pàl·lid, que és taca de bru quan envelleix. De forma llarga i fina (fins a uns 13-14 cm), de forma esvelta i poc robusta. Es pot separar fàcilment del barret. Té els porus petits, circulars, del mateix color que els túbuls que canvien de color a causa de les espores. És un bolet de tardor-hivern, viu de forma generalitzada en les regions mediterrànies. Es troba habitualment sota alzines o altres planifolis.

## Galeria

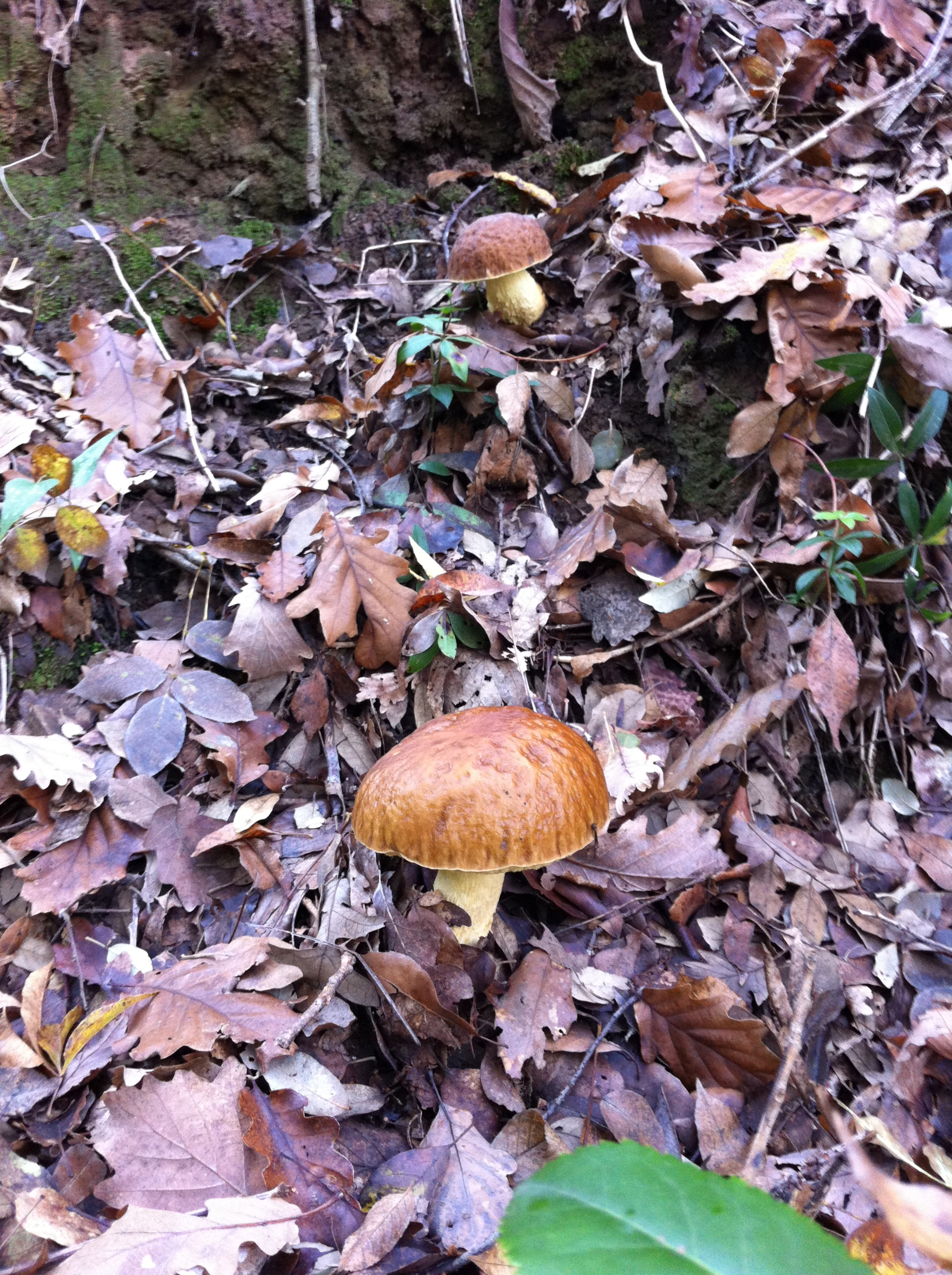
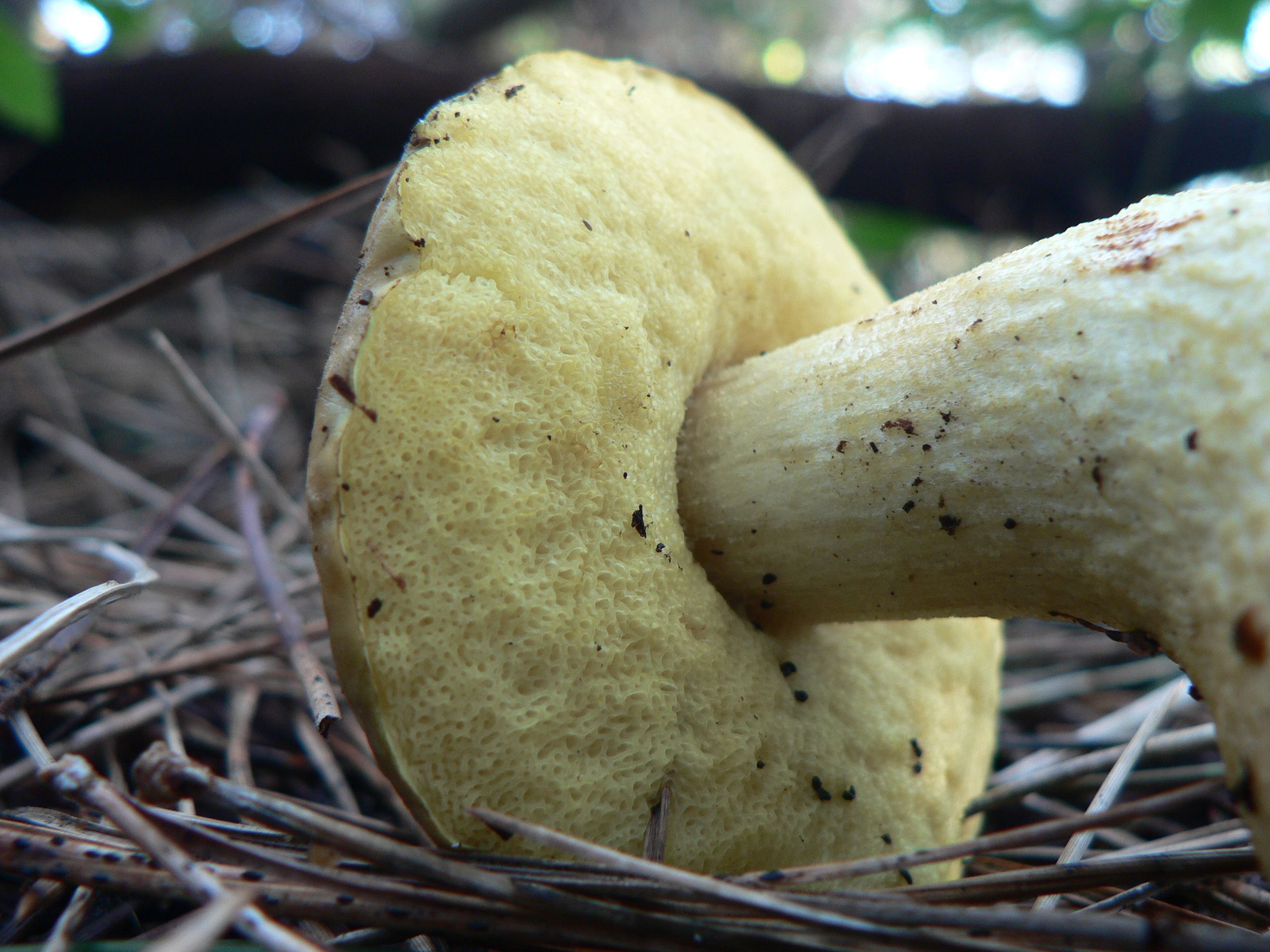